# Agrotis graphiphorides
Agrotis graphiphorides är en fjärilsart som beskrevs av Walker 1865. Agrotis graphiphorides ingår i släktet Agrotis och familjen nattflyn. Inga underarter finns listade i Catalogue of Life.